# 경상국립대학교
경상국립대학교(慶尙國立大學校, Gyeongsang National University)는 대한민국 교육부 소속 국립 대학이다. 영문 이니셜은 GNU이며 진주농과대학에서 출발해 생명과학, 농학, 수학, 항공우주, 나노신소재 등의 특성화 분야를 두고 있다.

진주·사천 일대에 기계·전자·소재 등의 첨단기술이 융복합된 고도 산업인 항공우주산업 중심의 항공국가산업단지, 항공정비산업단지가 조성되고 있음에 따라 인근 지방국립대학교로써 중요한 역할을 한다.

최근 국내 최대 기계산업 집적지이며, 경남 제1의 경제성장 동력으로서 역할을 수행하고 있는 창원국가산업단지를 중심으로 연구개발-인력양성-고용이 선순환되는 공과대학 기계융합공학과(창원산학캠퍼스)가 2017년 3월 신설되었다.

## 역사
1948년 10월 개교한 경남 도립 초급 진주농과대학이 전신이다. 
밀양 미리벌민속박물관 성재정 관장(진주 대곡면 출신)이 경상국립대 고문헌 도서관에 기증한 문서인 진주농과대학 설립동지회 취지서는 그 발행 날짜가 단기 4281년, 즉 서기 1948년 1월 1일로 되어 있다. 여기에 따르면 '서부 경남의 심장이라고 할 만한 진주에 아직 고등교육기관의 설립이 없음은 실로 부끄럽고 통탄할 일', '진주농림학교를 토대 삼아 그 시설 확충에 노력한 결과 각 지방 유지 제현의 막대한 협조로 교사 일부를 증축하게 되었음은 참으로 축하하는 바이다'라는 내용이 실려 있다. 이를 통해 1948년 1월 1일에 설립동지회를 창립하였으며 이들의 활동으로 진주농림학교를 토대로 1948년 10월 20일에 경남도립 초급진주농과대학을 설립하였음을 알 수 있다(다만 취지서만으로는 누가 이 동지회를 주도하였고 회장, 부회장, 이사 등의 임원은 누가 맡았으며 지역민은 설립에 어떻게 참여했는지는 알 수 없다).
1968년 3월 도립에서 국립대학으로 설립 변경하고, 1972년 7월 경상대학으로 개칭하였다. 1980년 3월 종합대학으로 승격하고 교명을 경상국립대학교로 바꾸었다. 캠퍼스는 진주시에 2곳, 통영시에 1곳, 창원시에 1곳으로 분산되어 있다.
1948년 농학과 1개 학과로 개교한 뒤, 1953년 정규 4년제 대학으로 승격하였다. 1955년 수의학과를 신설하고 부속 가축병원을 설치하였다. 1971년 대학방송국과 축산진흥연구소를 설치하고, 1975년 대학원 석사과정을 설치하였다. 1987년 의과대학 부속병원, 1989년 중등교육연구소, 산업의학연구소, 법학연구소를 각각 열었다. 1995년 통영수산전문대학을 흡수하고, 2004년에는 대학원 석·박사통합과정을 개설하였다. 2009년 의학전문대학원이 2단계 BK21사업 신규사업단에 선정되었다. 'BK21'이란 세계적 수준의 대학원 육성과 우수한 연구인력 양성을 위해 석·박사과정생 및 선진연구인력(박사후 연구원 및 계약교수)을 집중 지원하는 교육인적자원부의 고등교육 인력양성 사업을 말한다.
2018년 기준 14개의 단과대학, 9개의 대학원이 설치되어 있다.  그밖에 20개의 연구소가 있다.
경상국립대학교 병원 본원은 대지 면적 58,449m2, 건물면적 73,180m2으로 1,390여명의 직원이 종사하고 898허가 병상을 운용하고 있는 경남 지역 거점 병원이다. 교육부 산하 기타공공기관으로 경상남도 진주시 강남로 79(칠암동 90번지)에 위치하고 있다.
경상국립대학교 창원 병원 분원은 2016년 6월 10일 개원, 연면적 109,593.53m2에 지하 3층 - 지상 13층, 701병상 규모의 의료동과 지하 1층 - 지상 2층, 8분향실의 장례식장을 두고 있다. 창원시 성산구 삼정자동에 위치하고 있다.
경상국립대학교 창원산학캠퍼스는 2017년 8월 9일 교육부로부터 설립 인가를 받았으며, 최근 기계융합공학과가 신설되었다. 창원시 의창구 팔용동 창원 국가산업단지 내 위치하고 있다. (상세주소: 경상남도 창원시 의창구 차룡로48번길 54)

## 연혁
- 1948년 10월 20일 진주농과대학으로 개교(학생 정원 80명)
- 1953년 2월 2일 4년제 대학으로 승격
- 1968년 3월 1일 도립대학에서 국립대학으로 설립 주체 변경
- 1972년 7월 11일 경상국립대학으로 교명 변경
- 1973년 농학과(現 농업식물과학과 농업·원예 전공), 농공학과(現 애그로시스템공학부 생물산업기계공학 전공, 애그로시스템공학부 지역환경기반공학 전공)이 특성화 학과로 선정
- 1975년 3월 1일 대학원 설치
- 1980년 3월 1일 종합대학 경상국립대학교로 승격, 10월 2일 의예과 신설 인가
- 1984년 3월 5일 사범대학 부설 중·고등학교 개교
- 1995년 경상국립대학교와 통영수산대학이 통합하여 통영수산대학은 통영캠퍼스 수산대학으로 개편
- 1996년 농업대학(現 농업생명과학대학)이 농림·수산계 특성화 대학으로 선정

### 역대 총장
진주농과대학장
- 1대 황운성

경상대학장
- 1대 황운성
- 2대 황운성
- 3대 김재유
- 4대 송기학
- 5대 성환순
- 6대 형성해
- 7대 윤태규

경상대학교 총장
- 1대 신현천
- 2대 신현천
- 3대 이정한
- 4대 빈영호
- 5대 서영배
- 6대 박충생
- 7대 조무제
- 8대 하우송
- 9대 권순기
- 10대 이상경
- 11대 권순기

경상국립대학교 총장
- 1대 권순기
- 2대 권진회

## 사건·사고 및 논란

### 교명 변경 논란
경상국립대학교는 1948년 10월 20일 경남도립 초급 진주농대로 출발하여, 1952년 2월 2일 정규 4년제 대학으로 승격하였다. 그러다가 1963년 부산이 경남에서 분리됨에 따라 경남의 국립대인 부산대학교도 경남에서 떨어져 나갔다. 이에 국립대가 없어진 경남 지역민들이 수년에 걸쳐서 진주농대의 국립대 승격을 요구하게 된다. 결국 1968년 3월 1일 ‘진주농대’는 도립에서 국립으로 설립 이관되었다. 진주농대는 국립대가 된 1968년부터 1970년까지 3회에 걸쳐 문교부에 ‘경남대학’으로 교명변경을 신청하였으나 인가되지 않았다.
한편 마산대학을 인수한 삼양학원은 1970년 2월 18일 박종규 당시 경호실장을 이사장으로 앉히게 되고 뒤이어 5월 20일에는 삼양학원의 이름을 경남학원으로 변경한다. 이어 문교부의 승인을 거쳐 1971년 12월 31일 교명을 ‘경남대학’으로 변경하게 된다. 뒤이어 6개월 뒤인 1972년 7월 11일 문교부는 진주농대의 교명을 경상대학으로 변경하는 인가를 내린다.
1980년 종합대학교로 승격한 경상대학교는 2004년과 2005년에도 교육부와 국회 등을 통해 교명을 ‘경남국립대학교’로 변경하려 했으나 거절당했다. 2009년 6월 11일, 경상대학교는 교육과학기술부에 교명 변경 신청서를 제출했으나, 경남대학교가 《경남국립대학교》 등록서비스표에 대해 무효 소송을 제기하여 교명 변경이 뜻대로 이루어지지 못했다. 이에 경상대는 ‘경남대학교’가 등록한 3단으로 구성된 복합 상표가 “현저한 지리적 명칭, 그 약어 또는 지도만으로 된 상표”에 해당돼 상표법 제6조 제1항 제4호의 규정에 상표등록을 불허하는 것으로 규정하고 있다고 지적하며 이에 대한 무효 심판을 제기했다.
이후에도 경상대학교에서는 전국 710km 구간을 자전거로 달리며 경남국립대학교로 교명을 변경해 줄 것을 촉구하는 홍보활동 하고, 진주남강유등축제를 찾은 관광객을 상대로 ‘경남국립대학교’로의 교명변경지지 서명 운동을 펼치는 등의 교명 변경 관련 활동이 있었다.
그러나, 2010년 10월 5일 특허심판원은 ‘경남국립대학교’라는 교명이 이전에 등록된 '경남대학교'와 유사하여 혼동될 우려가 있다는 이유로 교명 변경 관련 청구를 기각했다. 경상대학교는 이 판결에 불복하여 2심 특허법원에 소를 제기할 예정이다.
2012년 9월 15일 대법원은 경남국립대학교는 “경남대학교의 교명 권리 범위에 속한다”며 원심을 뒤집을 만한 이유를 찾아볼 수 없다며, 심리불속행 기각 판결을 내렸다. 따라서 경남대학교가 최종적으로 교명 승소를 했다.

## 경남과학기술대와의 통합
학령인구 감소 및 지방대 경쟁력 약화 등에 대처하기 위해 경남과학기술대학교와의 통합을 추진하고 있다.
경상대학교와 경남과학기술대학교 두 대학은 '2017년 국립대학 혁신지원사업(PoINT)유형Ⅱ'에 선정됐다.
이 사업은 국립대학 간 선택과 집중, 인적·물적 자원 및 교육과정 공유 등 상호협력을 통한 경쟁력 강화를 지원하기 위한 교육부의 핵심 정책이다.
주요 내용은 두 대학간 연합대학 구축이다.
이상경 경상대 총장은 취임 1주년을 맞아 최근 기자간담회를 열고 "투명하고 민주적으로 같은 지역 내에 있는 경남과기대와 연합 후 대학통합 절차를 진행하겠다"고 밝혔다.
이 총장은 동일 지역인 진주시에 있는 국립대인 경남과기대와 연합대학을 구축한 후 2021년까지 대학 통합을 완성할 계획이다.
2021년 두 대학이 통합되었다.

## 캠퍼스 풍경

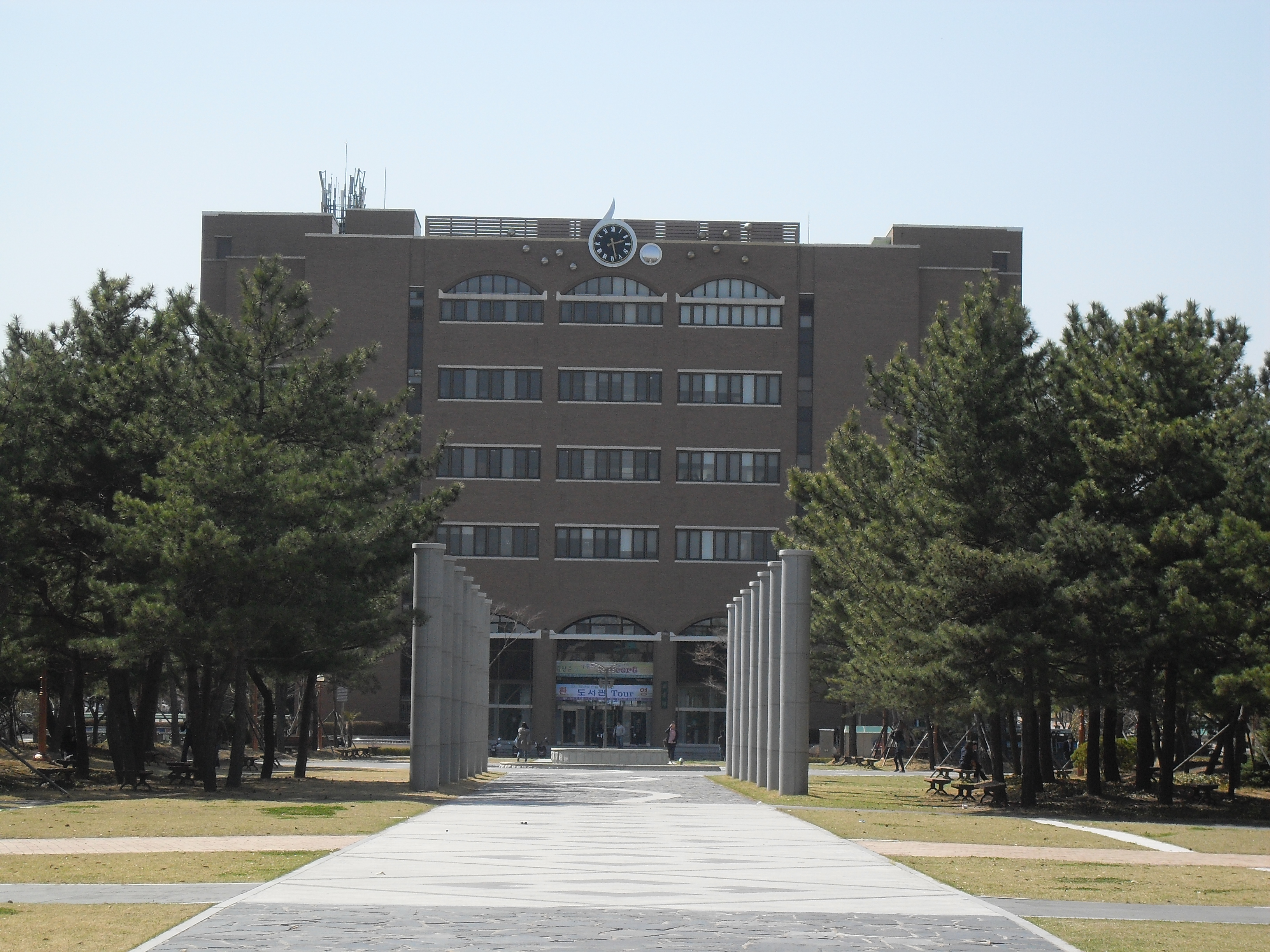
경상국립대학교 중앙도서관
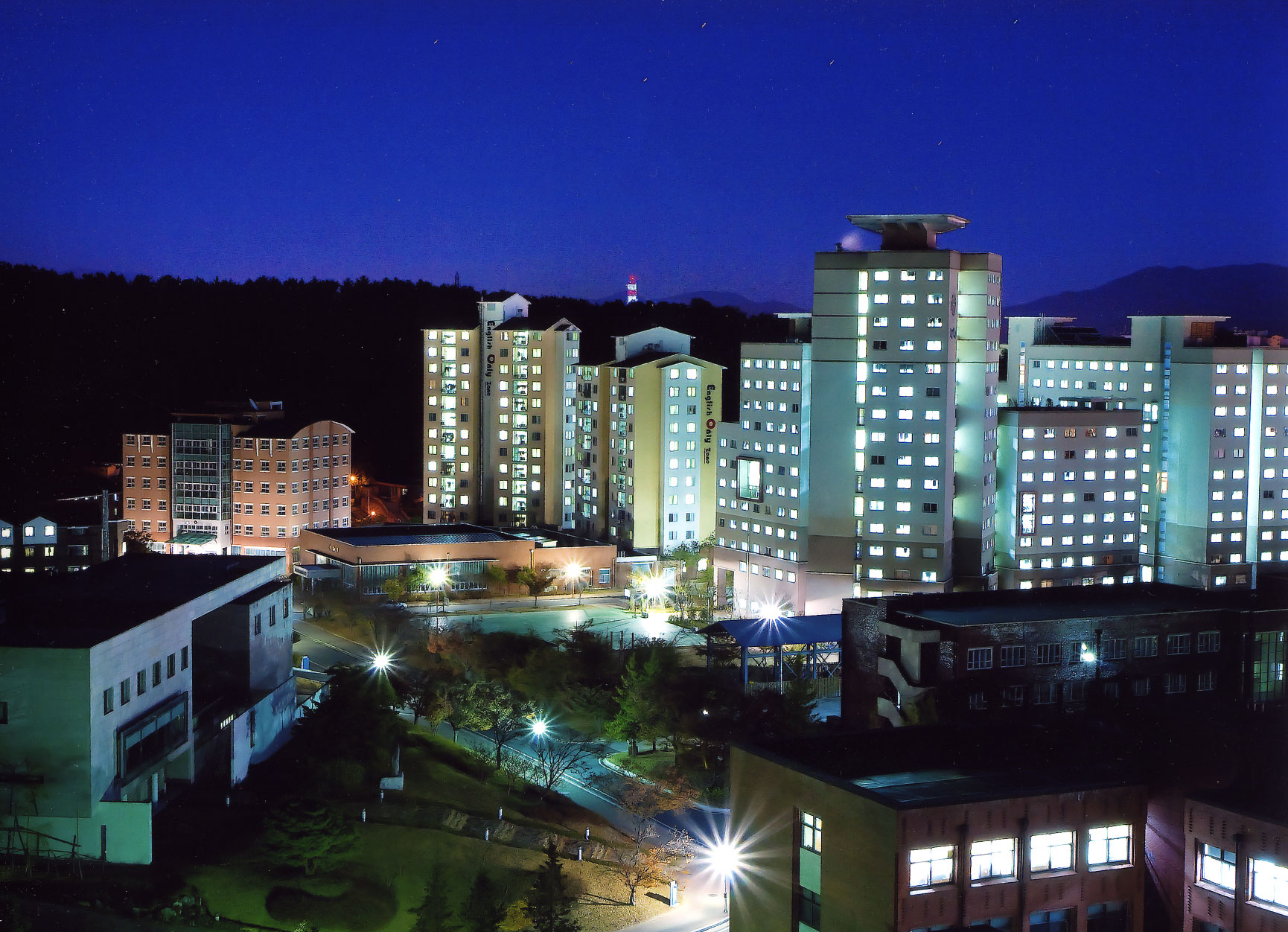
경상국립대학교 BTL기숙사와 영어전용기숙사 야경
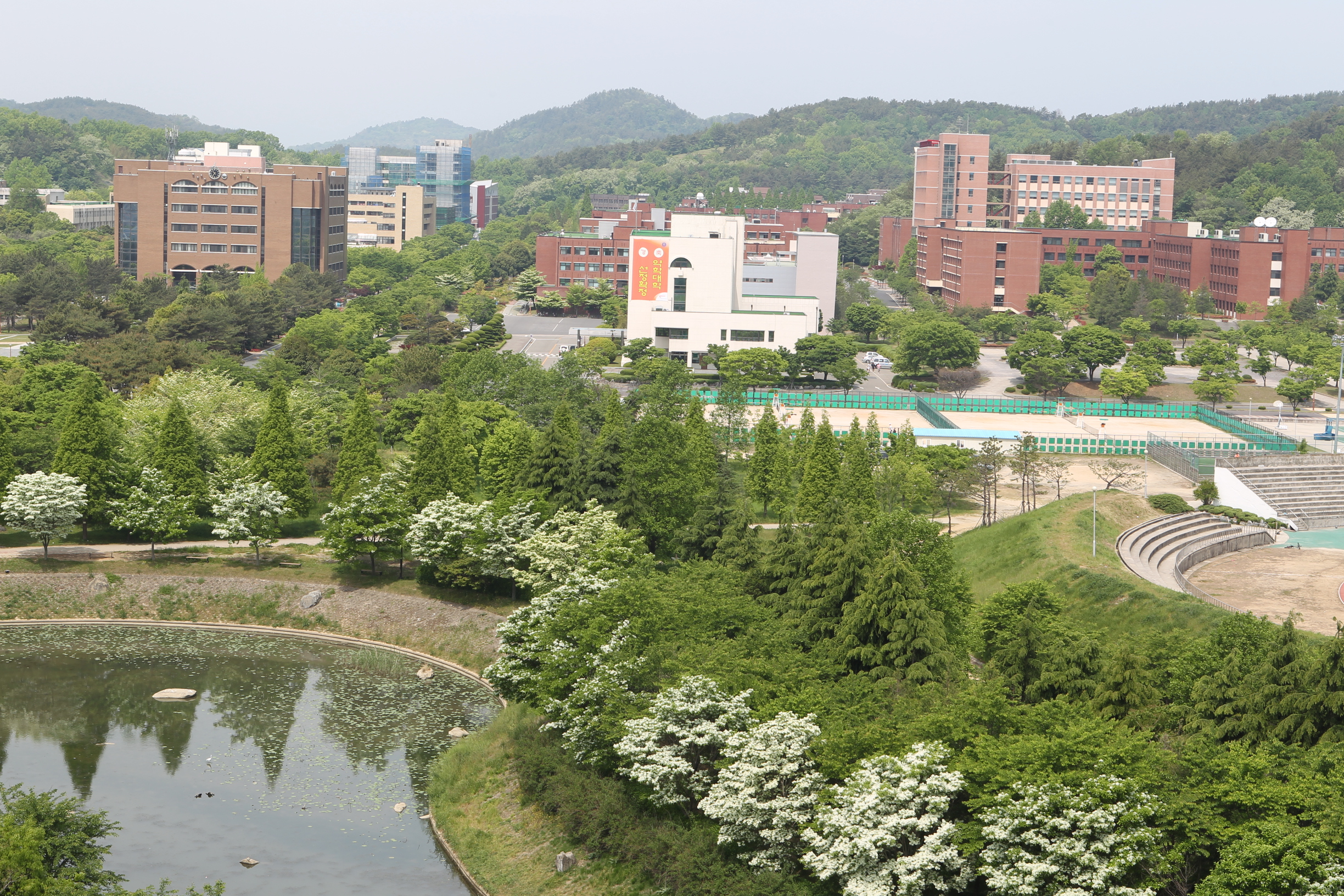
이팝나무와 어울린 경상국립대학교 호수 및 전경
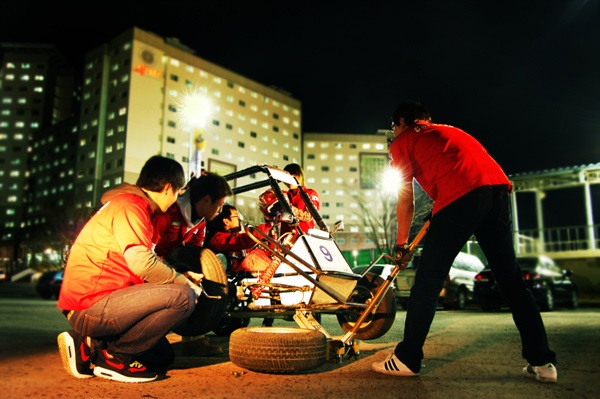
신문방송사 주최 제3회 캠퍼스 사진 공모전 수상작 (캠퍼스의 젊음과 열정 - 심재환)
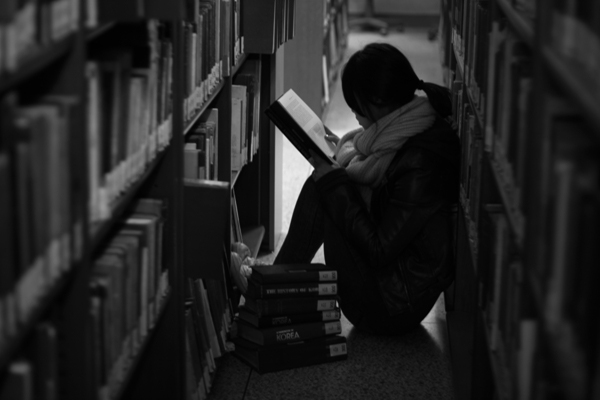
신문방송사 주최 제3회 캠퍼스 사진 공모전 수상작 (캠퍼스와 배움의 열정 :지식 도둑 - 곽예라)
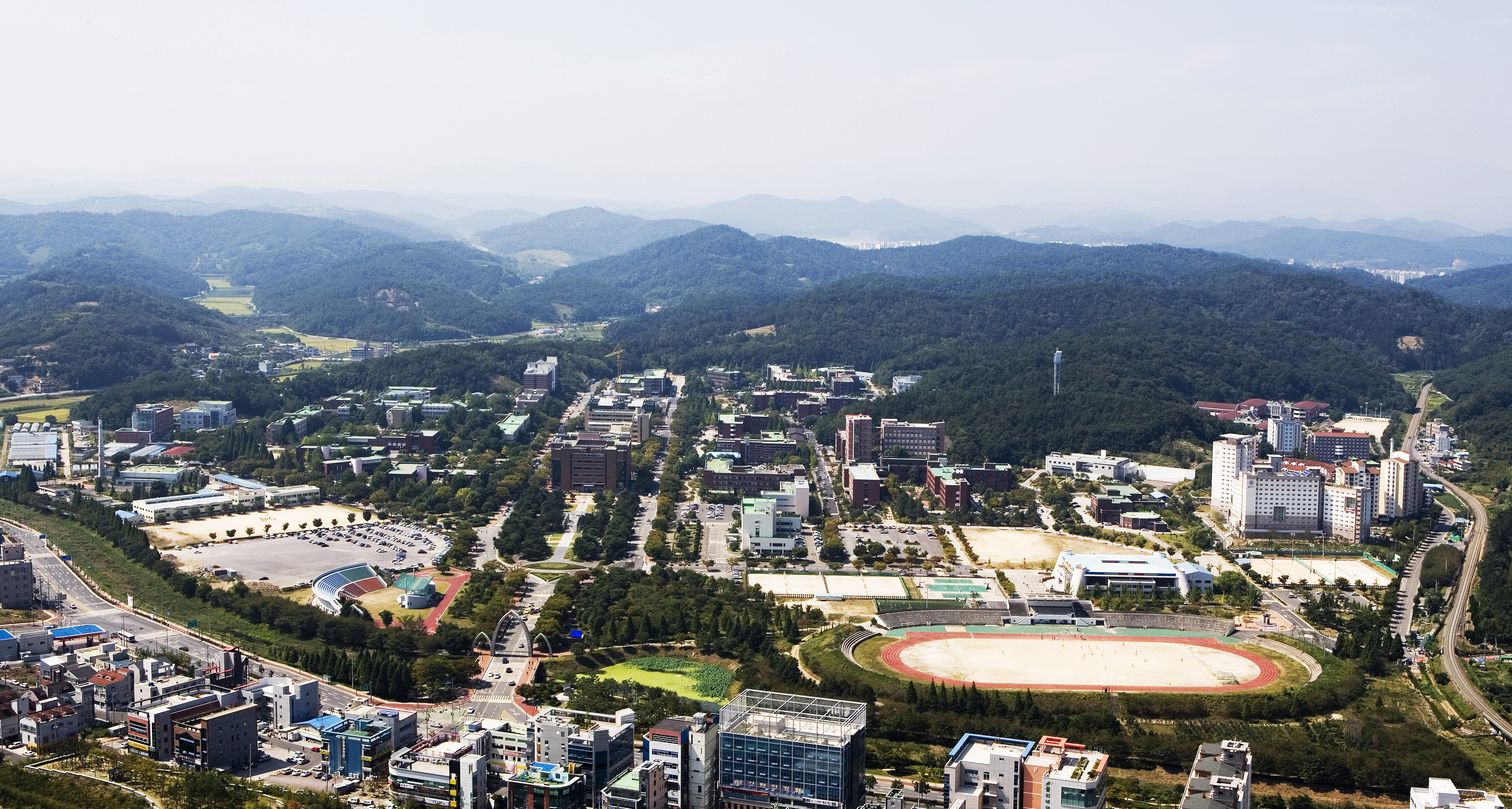
가좌 캠퍼스 항공촬영
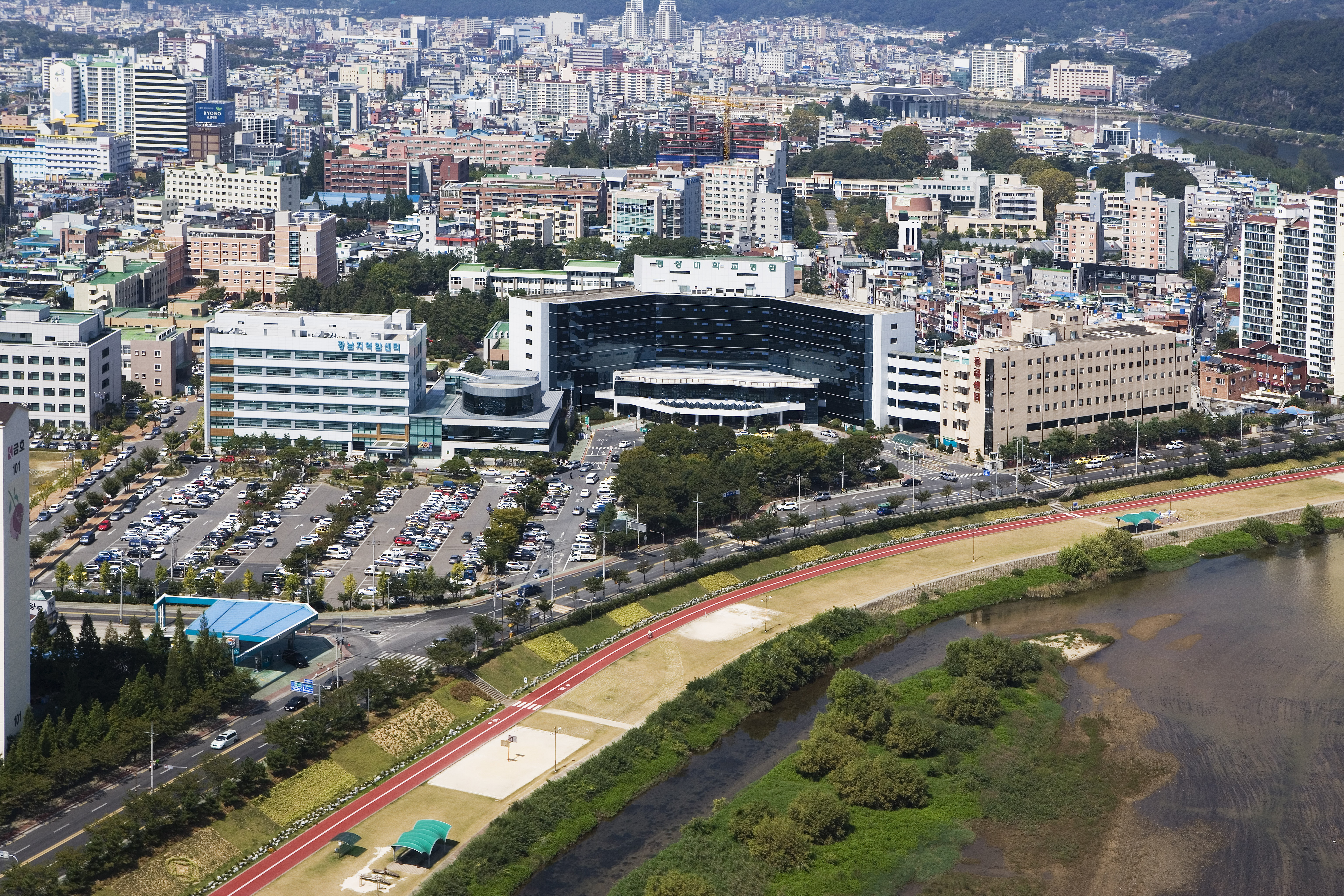
칠암캠퍼스 항공촬영
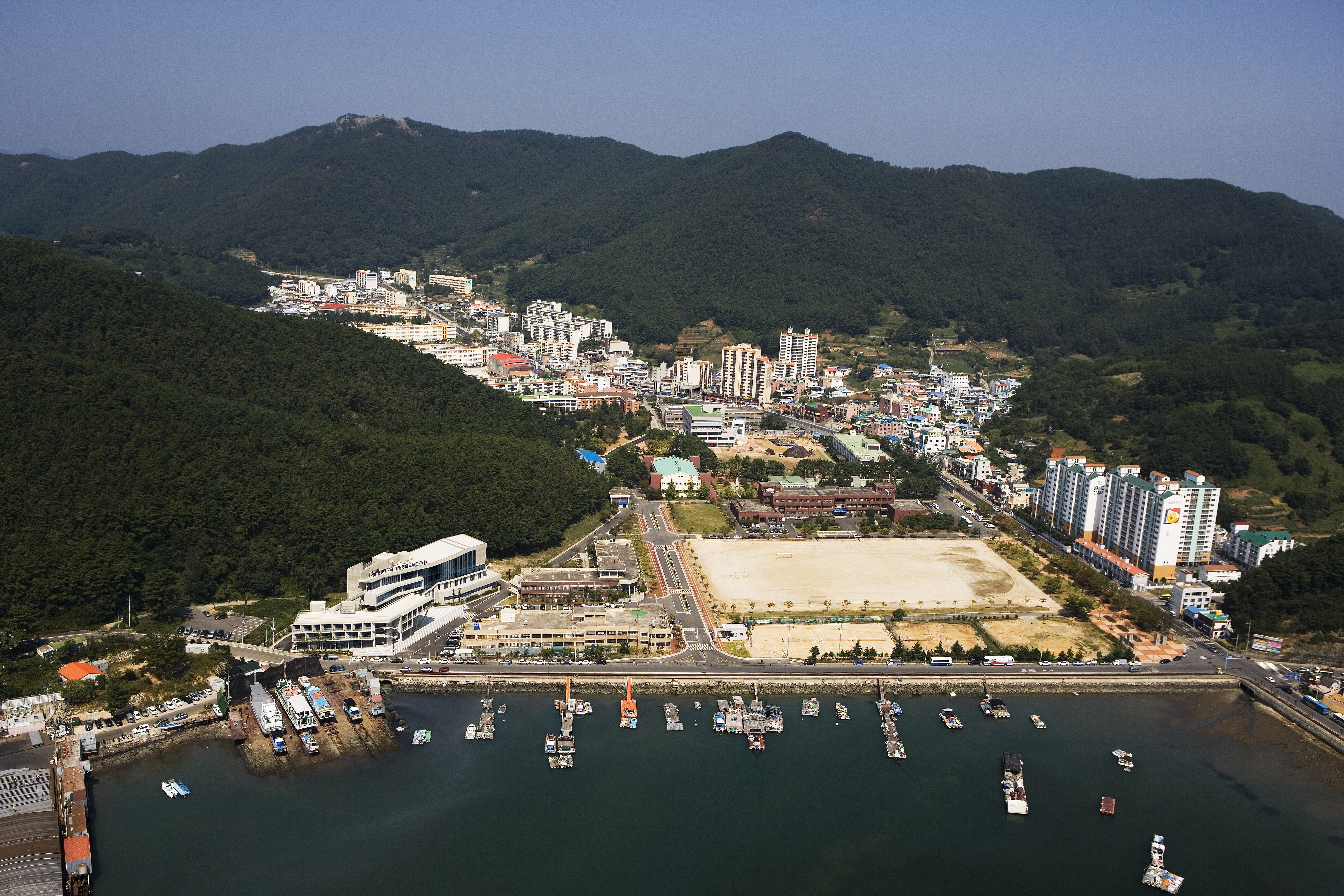
통영캠퍼스 항공촬영
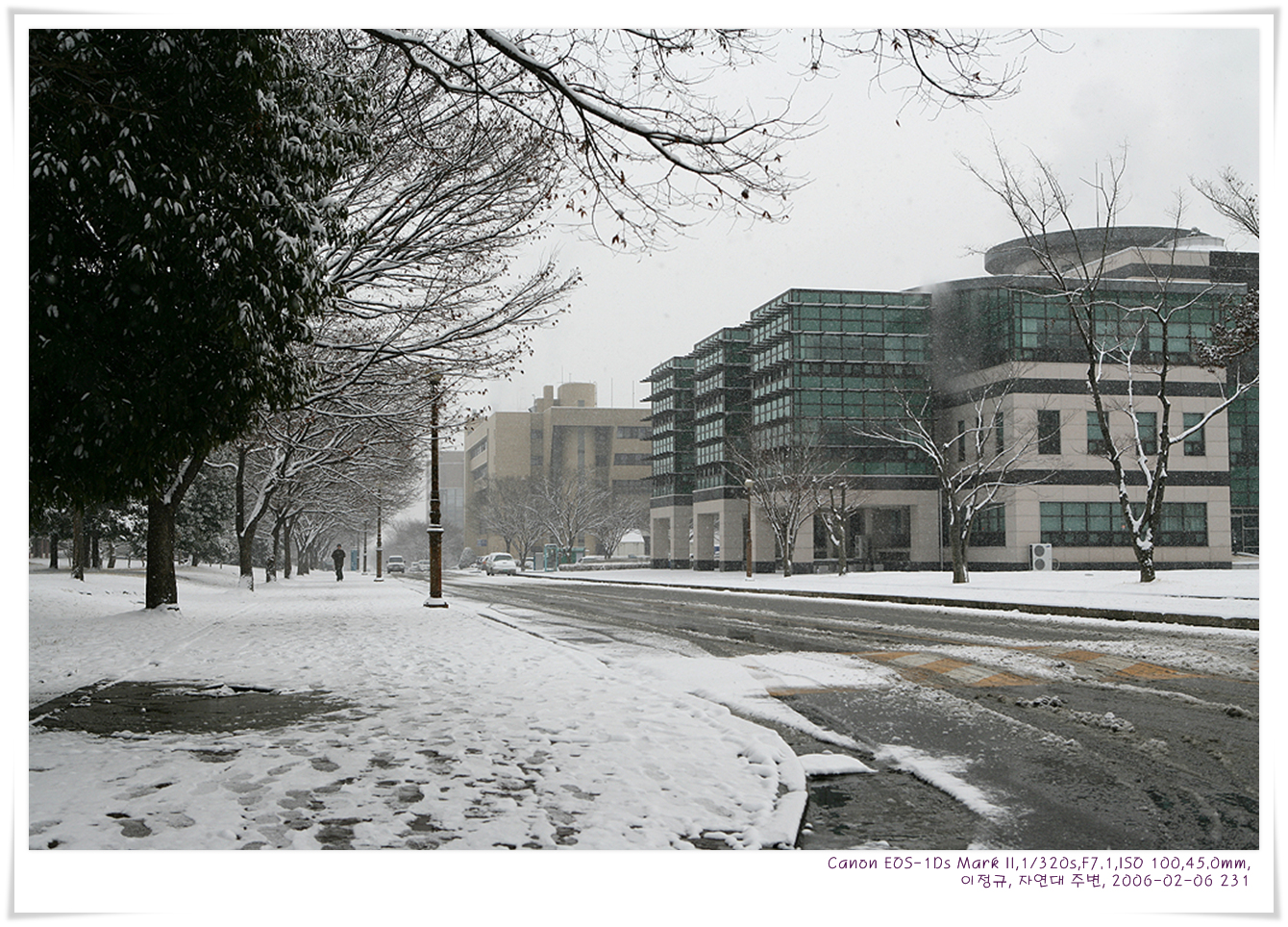
경상국립대학교 캠퍼스 자연대 주변 설경

## 같이 보기
- 국가거점국립대학교총장협의회
- 대한민국의 국립 대학 목록
- 대한민국의 대학 목록
- 대한민국의 교육